# クイーンズ大学ベルファスト
クィーンズ大学ベルファスト（The Queen's University Belfast、QUB）は、北アイルランドのベルファストにある大学である。プロテスタント系のトリニティ・カレッジに対して、カトリック系のアイルランド大学の一部であった。
イギリスのトップレベル大学で構成されたラッセル・グループに所属する。
その他にも、コモンウェルス大学協会、欧州大学協会、英国大学群、アイルランド大学群のメンバーでもある。
アイルランドのオックスブリッジ（オックスフォード大学＆ケンブリッジ大学）と呼ばれている北アイルランドの名門大学。
英国では9番目に古い大学。北アイルランドの首都ベルファストの中クィーンズ大学ベルファストには3学部、15スクールにおいて生物学、電子工学、航空工学、建築学、看護学、国際紛争学、政治学、ビジネス、法学、英語、言語学など幅広い専攻分野を持っている。アイルランド大統領やノーベル賞受賞者も輩出している。

## キャンパス

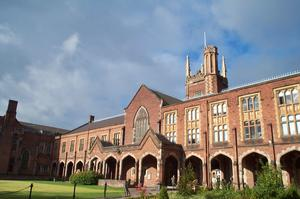
Queen's University

## 歴史
ロイヤル・ベルファスト学術機関として1810年に設立され、1845年にクィーンズ・カレッジ・ベルファストになり、1850年にコーク、ゴールウェイのクィーンズ・カレッジと合同してクィーンズ大学アイルランドになった。1880年にはロイヤル・ユニバシティ・アイルランドと改名されたが、1908年に現在のQUBとアイルランド国立大学 (National University of Ireland) に解体されて、ユニバーシティ・カレッジ・ダブリンと共にアイルランド国立大学を形成していた。

## 組織
クイーンズでの学術部門は、3つの学部にまたがる15の学科に編成されている。3つの学部は芸術・人文社会科学部(AHSS)、工学・物理科学部(EPS)、医学・健康・生命科学部(MHLS)で、各学部は大学の主要な管理ユニットとして運営されており、学科はそれぞれの科目分野の教育と研究を行っている。
- 芸術・人文・社会科学部
  - 芸術・英語・言語学部
  - 歴史・人類学・哲学・政治学部
  - 法科大学院
  - クイーンズビジネススクール
  - 社会科学・教育・ソーシャルワーク学部
- 工学・物理科学部
  - 化学・化学工学部
  - 電子工学・電気工学・コンピュータサイエンス学部
  - 数学物理学部
  - 機械航空宇宙工学部
  - 自然・建築環境学部
  - 心理学部
- 医学・健康・生命科学部
  - 生物科学部
  - 医学部・歯科・生物医学部
  - 看護助産師学校
  - 薬学部

## スポーツ・サークル・伝統

### スポーツ
クイーンズ体育センター(PECと略され、広く知られている)は、アイルランドまたは英国で最大のスポーツセンターの1つである。大学のサッカーチームであるクイーンズ大学ベルファストA.F.C.は、英国のインターバーシティタイトルを9回という記録的な回数獲得し、現在のチャンピオンである。クイーンズ大学ベルファストボートクラブは、大学で最も成功したクラブの1つである。2010年、彼らは男子シニア8、女子初心者8、女子初心者4でアイルランドの大学チャンピオンを君臨していた。彼らはフルタイムのボートコーチを持つアイルランドで唯一のボートクラブある。

#### サークル
サッカー(QUB AFC)、ホッケー(QUBホッケー)、ボート(QUBボートクラブ)、ゲーリックゲームなどの50以上のスポーツクラブに加えて、An Cumann GaelachやUlster-Scots Societyなどの文化グループ、Dragonslayersなどのゲーム協会、oikos Internationalのベルファスト支部のようなアクティビズム協会、アムネスティ・インターナショナル、文学科学協会(Literific)やQUB Model UNなどの討論グループを含む100以上の非スポーツ協会があり、ほとんどの大学の学校や部門に対応する法律協会やベルファスト医学生協会(BMSA)などのコミュニティもある。また、留学生協会(QISS)やマレーシア学生協会(MSSNI)など、留学生にサービスを提供する複数の協会もある。クラブやサークルは教育的役割を果たすためにVP学生活動を通じて大学から毎年助成金を受け取っているが、政治クラブや宗教団体(キリスト教連合やヒューマニスト協会など)はSU評議会から公式に認められていますが、連合からお金は受け取っていない。北アイルランドの主要な政治グループのほとんどは、クイーンズ大学ベルファストに存在しており、労働学生(英国労働党の学生翼)、北アイルランド保守未来(英国保守党の青年運動)、ヤンググリーンズ、クイーンズアライアンス(同盟青年の一部)、オグラ・フィアナ・フォイル(北アイルランドの最初の支部)、民主ユニオニスト協会、ヤング・ユニオニスト、SDLP青年、シン・フェイン共和党青年、社会党、社会主義労働者党が挙げられる。クイーンズ学生組合は、英国のゲームコンベンションであるQ-Conの長期会場である。また、クイーンズ大学で最も古いコミュニティは、北アイルランド内の政治的、文化的、社会的問題を議論することに焦点を当てた文学科学協会である。1850年にエドウィン・ローレンス・ゴドキンによって設立されたこの協会は非常に成功し、北アイルランドで最高の指導者を生み出している。Dragonslayers Gaming Societyは、毎年6月にアイルランド最大のゲームコンベンションの1つであるQ-Conを開催し、An Cumann GaelachやUlster-Scots Societyなどの文化グループも出席している。クイーンズ大学登山クラブは、アイルランド初のドーソン・ステルフォックスを含む3つのエベレストサミット選手を輩出したことで有名である。QUBは、英国でAIESECの現地支部を持つ20の大学の1つであり、リーダーシップ、ビジネス、ソフトスキルを開発し、海外での留学プログラムを通じて国際的な機会を提供している。
伝統
クイーンズ学生連合(QSU)は、クイーンズ大学ベルファストの学生の公式代表機関で、現在合計24,560人が所属し、アイルランド島と英国で最大の組合の1つとなっている。

## 主な出身者

### ロイヤル・ベルファスト学術機関（クイーンズ大学ベルファストの前身機関）の卒業生
アカデミアと科学
- トーマス・アンドリュース(1813-1885)、化学者、物理学者。
- J.C.ベケット(1912-1996)、アイルランドの歴史家(現代アイルランドの形成)。
- ジョージ・ベン(1801-1882)、ベルファストの歴史家、大学部門の元の卒業生の一人、1819年。
- フランシス・ジョセフ・ビガー(1863-1926)、古物、建築家、ゲール復興主義者、著者、アルスター考古学ジャーナルの編集者、元のインスト知事デビッド・ビガーの孫。
- ウィリアム・トムソン、ケルビン卿(1824-1907)、物理学者。(学校のケルビンの家は彼の名にちなんで名付けられました)
- サー・ジョセフ・ラーモア(1857-1942)、ケンブリッジ大学数学のルーカシアン教授1903-1933(学校のラーモアの家は彼にちなんで名付けられました)
- ジョン・T・ルイス(1932-2004)、ウェールズの数理物理学者、ダブリン高等研究所(DIAS)理論物理学部長。
- スティーブン・リビングストン(1961-2004)、人権法教授、クイーンズ大学ベルファスト法学部長、北アイルランド平等委員会。
- ジェームズ・マクアダム(1801-1861)、博物学者、地質学者、ベルファスト自然史協会の会長、ベルファスト植物園の創設者の一人。
- R.B.マクドウェル(1913-2011)、トリニティ・カレッジ・ダブリンのフェロー、18世紀アイルランドの歴史家
- マーティン・マッキー(1956-)、ロンドン衛生熱帯医学大学院公衆衛生学教授
- ウィリアム・Dリチャードソン(1951-)、UCLウルフソン研究所所長
- ロバート・テンプルトン(1802-1892)、博物学者、昆虫学者。

芸術と文学
- ウィリアム・アリンガム(1824-1889)、詩人、日記作家、編集者。
- ウェズリー・バロウズ(1930-2015)、劇作家、脚本家
- アレクサンダー・ファリス(1921-2015)、作曲家、指揮者、作家。
- サー・サミュエル・ファーガソン(1810-1886)、アイルランドの詩人、古物検疫、ロイヤル・アイリッシュ・アカデミー会長、(ヤング・アイルランド)プロテスタント・リペール協会の創設者。
- ポール・ヘンリー(1876-1958)、アイルランドの風景画家。
- マイケル・ロングリー(1939-)、詩人
- ロバート・ウィルソン・リンド(1879-1949)、作家、ロンドンの文学司会者、シン・フェインの活動家。
- ロバート・シップボーイ・マクアダム(1808-1895)、アイルランド語学者、復興主義者。
- デニス・マテオイン(1949-2022)、中東アナリスト、小説家。
- デレク・マホン(1941-2020)、詩人、ジャーナリスト、脚本家。
- フランク・フランクフォート・ムーア(1855-1931)、小説家、劇作家
- ケネス・モンゴメリー(1943-)、オーケストラ指揮者。
- フォレスト・リード(1875-1947)、アルスターの小説家、文芸評論家
- クリストファー・ローデン・ヒル(1946-)、風景写真家
- イアン・シャトルワース(1963-)、演劇評論家
- デビッド・アイルランド、劇作家

ビジネスと産業
- トーマス・アンドリュース(1873-1912、創設者ウィリアム・ドレナンの曾孫)、ハーランドとウルフ造船所のチーフ海軍建築家は、RMSタイタニックでダウンしました
- ボウマン・マルコム(1854-1933)、鉄道土木機械エンジニア
- サー・ドナルド・カリー(1825-1909)、スコットランドの船主、政治家、慈善家。
- ヘンリー・マスグレイブ(1827-1922)、実業家、慈善家
- ウィリアム・ピリー、ピリー子爵(1847-1924)、ハーランド・アンド・ウルフの会長。(ピリーハウスは彼の記憶の中で名付けられました)
- マーク・ポロック(1976-)、盲目の国際漕ぎ手、起業家、探検家
- ポール・ランキン(1959-)、テレビシェフ、チェーンレストラン経営者。
- レナード・スタインバーグ、スタインバーグ男爵(1936-2009)、実業家、保守的なライフピア。

政府と政治
- J.M.アンドリュース(1871-1956)、第2代北アイルランド首相
- ジェームズ・アーマー(1841-1928)、リベラルホームルーラー、テナント右運動家。
- デビッド・ベル(1818-1890)、執行評議会アイルランド共和党同胞団、テナントリーグの創設メンバー。
- ケネス・パーシー・ブルームフィールド卿(1931-)、北アイルランド公務員局長、NI被害者コミッショナー。
- サミュエル・ノックス・カニンガム卿(1909-1976)、ユニオニスト議員、ハロルド・マクミラン首相の議会個人秘書。
- ロイ・ブラッドフォード(1920-1988)、NI議会議員、政府大臣、1974年の「サニングデール」エグゼクティブの大臣、ジャーナリスト、小説家。
- ジェームズ・ホーナー・ハスレット(1832-1905)、ベルファスト西部のユニオニスト議員、ベルファスト市長
- フランシス・ヒンクス卿(1807-1885)、カナダ州共同首相、カナダ連邦財務大臣。
- Denis Ireland（1894-1974）、Seanad Éireann（アイルランド上院）のClann na Poblachtaメンバー、作家、ジャーナリスト、放送局。
- ジョン・キニアー(1824-1909)、ドニゴールの自由党議員、テナント右運動家。
- レアード卿(1944-2018)、アルスター・ユニオニストの終身貴族。
- ブライアン・マウィニー(1940-2019)、保守党議長、英国国会議員、閣僚。
- トーマス・シンクレア（1838-1914）、リベラル・ユニオニストは、アルスター規約を起草した。
- ウィリアム・ピリー・シンクレア（1837-1900）、テナント右派自由党議員。
- ロバート・ジェームズ・テネント(1803-1880)、ベルファストのホイッグ党議員、ギリシャ独立戦争のベテラン。

法律
- キリーンのカーズウェル卿(1934-)、北アイルランドの首席判事、ロー・ロード。*
- ウィリアム・ヒューストン・ドッド(1844-1930)、アイルランド自由党議員、高等裁判所判事
- ジョセフ・Rフィッシャー(1855-1939)、法廷弁護士、ベルファストニュースレターの編集者、著者、アイルランド境界委員会のユニオニストコミッショナー。
- モーリス・ギブソン(1913-1987)、北アイルランド控訴判事。暫定アイルランド共和軍(IRA)に暗殺された。
- ローリー卿(1919-1999)、北アイルランドの首席判事、ロー卿、RBAIの大統領(1996-1999)。
- トーマス・オヘーガン卿（1812年-1885年）、アイルランドの初代ローマカトリック大法官。
- クリストファー・サーモン・パターソン(1823-1893)、カナダ最高裁判所判事

メディア
- ピーター・バロン(1962-)、BBCニュースナイトの編集者、Googleのヨーロッパ、中東、アフリカの対外関係責任者
- ジェームズ・ワインダー・グッド(1877-1930)、ノーザン・ホイッグ、後のフリーマンズ・ジャーナル/アイリッシュ・インディペンデント、リードライター、作家、劇作家。
- イアン・ノックス(1943-)、政治漫画家
- ジム・ニーリー、BBCボクシングとラグビーのコメンテーター
- スティーブン・ノーラン(1973-)、BBCラジオとテレビの司会者

医学
- フィリップ・ケイブス(1940-1978)、アイルランドの先駆的な心臓胸部外科医。
- サー・ヘンリー・ケネス・コーワン(1900-1971)、医師、食事の専門家、スコットランド保健最高医療責任者
- サー・イアン・フレイザー(1901-1999)、アイルランド王立外科医大学会長、英国医師会会長、北アイルランド警察庁創設会長。
- アレン・ヒル(1937-2021)、オックスフォード大学生物無機化学名誉教授
- ジョセフ「ガリバルディ」ネルソン(1840-1910)は、イタリアのジュゼッペ・ガリバルディの下で戦い、ウィーンで外科医として訓練を受け、アルスター医学会の会長として引退した。

軍隊
- テリック作戦中のイラク王立アイルランド連隊第1大隊司令官、ティム・コリンズ大佐（2001年）
- ジェレミー・ローワン少将(1957-)、陸軍医療サービス局長
- ジョン・アレクサンダー・シントン准将(1884-1956)、医師、マラリア学者、ビクトリアクロスの受章者
- ジェームズ・スチュアート・スティール将軍(1894-1975)、最高司令官(C-in-C)、1946年オーストリアの高等弁務官。
- ウィリアム・ティレル卿(1885-1968)、ラグビーユニオン国際、中東首席医療官、ジョージ6世の名誉外科医
- フィリップ・ジェームズ・ウッズ大佐(1880-1961)は、カレリア連隊(「アイルランドのカレリア人」)を率い、北ロシアに介入しました。総参謀リトアニア軍、独立NI MP西ベルファスト。

宗教
- ロバート・レイヨンド・デイビー(1915-2012)、長老派の大臣、平和と和解活動家、コリミーラコミュニティの創設者。
- ジョン・エドガー(1798-1866)、アイルランド長老派教会のモデレーター、テンペランス運動のオリンゲーター、ゲール語リバイバリスト。
- ジェームズ・ヘア(1946-)、オーストラリアの神学者、オーストラリア全米教会協議会会長
- ジェームズ・マッキャン(1897-1983)、アイルランド教会アーマー大司教、全アイルランドの霊長類
- ジェームズ・シャノン(1799-1859)、アメリカの奴隷制擁護エバンジェリスト、ミズーリ大学学長。

スポーツ
- キース・クロッサン、アイルランドのラグビー代表、アルスターラグビー選手
- コリン・パターソン、アイルランドのラグビーインターナショナル、アルスターラグビー選手、イギリスとアイルランドのライオン
- サム・ウォーカー、アイルランドのラグビーインターナショナル、アルスターラグビー選手、イギリスとアイルランドのライオン
- ロニー・ラモント、アイルランドのラグビーインターナショナル、アルスターラグビー選手、イギリスとアイルランドのライオン
- デビッド・アーウィン、アイルランドのラグビーインターナショナル、アルスターラグビー選手、イギリスとアイルランドのライオン
- マーク・グレグホーン、アイルランドとイギリスのホッケーインターナショナル、オリンピック選手
- ジョン・ジャクソン、アイルランドのホッケーキャプテン、オリンピック選手
- マイケル・ローリー、アイルランドのラグビーインターナショナル、アルスターラグビー選手
- ジェームズ・ヒューム、アイルランドのラグビー代表、アルスターラグビー選手
- ポール・シールズ、アイルランドのラグビーインターナショナル、アルスターラグビー選手
- ロジャー・ウィルソン、アイルランドのラグビー代表、アルスターラグビー選手
- ライアン・コールドウェル、アイルランドのラグビーインターナショナル、アルスターラグビー選手
- デビッド・ヒューイット(ラグビーユニオン、1939年生まれ)、イギリスとアイルランドのライオンズ、アイルランドとアルスターのラグビー選手[引用が必要]
- アイルランドクリケットチームの史上最高のウィケットテイカー、ダーモット・モンティス
- サミー・ネルソン、元アーセナルと北アイルランドのサッカー選手
- 1993年のアイルランドのエベレスト遠征のリーダーであり、頂上に到達した最初の北アイルランド人であるドーソン・ステルフォックス
- アルバート・スチュワート、第一次世界大戦で亡くなったアイルランドのラグビーインターナショナル
- イアン・スチュワート、北アイルランドの国際サッカー選手
- ロビン・トンプソン、キャプテンイギリスとアイルランドのライオンズラグビーチーム1955年、南アフリカ

### クイーンズ大学ベルファストの卒業生
アカデミア
- Hutton Ayikwei Addy - 公衆衛生学教授、開発研究大学医学部初代学部長
- タン・スリ・アヌワール・アリ - オープン大学マレーシア第2副学長
- ジョージ・ヴァンス・アレン卿 - マラヤ大学第1副学長
- サー・デイヴィッド・ベイツ - 物理学者
- コリン・キャンベル卿 - ノッティンガム大学元副学長
- タン・スリ・チン・フン・キー - マラヤ大学元副学長、土木工学教授
- アート・コスグローブ - ユニバーシティ・カレッジ・ダブリン元学長
- ロイ・クロフォード - ニュージーランド、ワイカト大学副学長
- マリア・エステ・グレーベ - 民族音楽学者
- ロバート・ジョン・グレッグ(1912-1998) - ブリティッシュコロンビア大学言語学科長
- コレット・ヘンリー - 社会科学者、ダンドーク工科大学ビジネス研究部長
- セアマス・マック・マトゥーナ - アイルランド語とアイルランド文学の学者、大学教授
- マシュー・マクダーミド(1914-1996) - 文学教授とキャンペーン学者。詩人ロバート・ファーガソンとブラインド・ヘイリーの正規のスコットランドテキスト協会版の編集者
- ジェリー・マッケナ - 元副学長兼アルスター大学学長
- フローレンス・マッケウン - 病理学者
- ジョセフ・ミフスド - マルタの学者
- デビッド・ビアス・クイン - 作家、歴史家
- フィリップ・ローズマン - 哲学者、メイヌース大学哲学の議長
- リタ・セガト - 人類学者、フェミニスト、学者
- タン・スリ・ラフィア・サリム - マラヤ大学副学長、元国連人事管理副事務総長
- カレン・マコーリフ - 法律の読者とバーミンガムフェロー、バーミンガム大学、英国
- ロバート・N・モールズ - 学術および法律研究者
- ブライアン・ウィルソン(学術) - 天体物理学教授。クイーンズランド大学の元副学長

芸術とメディア
- スティーブン・ノーラン - 放送局
- アンドリュー・ビーティ - ジャーナリスト兼編集者
- ジョン・ボイド - 劇作家、ラジオプロデューサー
- ウェズリー・バローズ - 劇作家、脚本家
- カシア・グロウィッカ - 作曲家
- エドウィン・ローレンス・ゴドキン - アメリカの広報担当者
- キーラン・ゴス - シンガーソングライター
- アラン・グリーン – BBCラジオ5ライブサッカーコメンテーター
- シーマス・ヒーニー - ノーベル賞受賞詩人
- パトリック・ヒックス - 詩人
- パトリック・キールティ - テレビ司会者
- フィル・キーラン - クラブDJ
- アニー・マック - ラジオDJ
- トニー・マコーリー - 放送局とミュージシャン
- イーモン・マッキャン - ジャーナリスト、公民権活動家
- タイ・マコーミック - 受賞歴のあるアメリカの外国特派員
- リサ・マギー - 受賞歴のある作家兼監督
- ポール・マルドゥーン - ピューリッツァー賞を受賞した詩人
- ビル・ニーリー - ジャーナリスト
- リアム・ニーソン - 俳優
- ドナトゥス・ヌウォガ - 文学評論家
- エイモン・フェニックス - 社会・政治史家、放送局
- スティーブン・レア - 俳優
- Rigsy – ラジオとクラブDJ、テレビ司会者
- ニック・ロス - 放送局
- ゼー・サーモン - テレビ司会者
- マーク・シンプソン - BBCアイルランド特派員
- ヘンリー・ベガ - 作曲家
- ヘレン・ワデル - 詩人、翻訳者、劇作家
- アレクサンダー・ウォーカー - ジャーナリスト、作家、映画評論家

法務、軍事、公務員
- フルシ・アカール - 第29代トルコ軍参謀総長
- デビッド・ケース航空提督 - イギリス軍の最上級黒人将校
- ティム・コリンズ大佐 - 2003年のイラク戦争中の感動的なスピーチで知られるイギリス陸軍の元大佐
- サー・ロニー・フラナガン - 女王陛下の警察の主任検査官。北アイルランド警察の元警察署長と王立アルスター警察官
- 初代男爵ロバート・ハート卿 - 中国帝国海事税関監察総監
- ブライアン・ハットン、ハットン男爵 - 元英国法王、ハットン調査の議長
- ブライアン・カー、トナモアのカー男爵 - 北アイルランドの元首席判事。イギリス最高裁判所の判事。オックスブリッジを卒業していない最年少で唯一の判事
- ジョセフ・ヘンリー・ロングフォード - 駐日英国領事と学者
- ジョン・マクダーモット、マクダーモット男爵 - 北アイルランドの首席判事
- エドワード・マクナーテン、マクナーテン男爵 - 元英国法卿、政治家
- エオイン・マクニール - ゲーリックリーグの創設者
- モニカ・マクウィリアムズ - 北アイルランド人権委員会のチーフコミッショナー、北アイルランド女性連合の共同創設者、アルスター大学の女性研究と社会政策の元教授
- サー・アンドリュー・ポーター、初代準男爵 - 元ロール・オブ・ザ・ロールズとアイルランド司法長官
- サー・ジェームズ・ラッセル - 香港の首席判事
- バリー・ショー卿 - 北アイルランドの初代検察長官
- ポール・ツイード - メディア弁護士
- ウィリアム・ティレル空軍副保安官 - アイルランドラグビーインターナショナル。1910年に最初の公式イギリス諸島ラグビーチームのメンバー、勲章を受けた軍将校。イギリスのジョージ6世の外科医
- ハイラム・ショー・ウィルキンソン卿 - 中国とコリアのための英国最高裁判所の首席判事

政治家
- ジョン・アルデルディス、アルデルディス男爵 - 北アイルランド同盟党の元党首、北アイルランド議会の元議長、コンサルタント心理療法士
- ジム・アリスター - 北アイルランドの伝統的なユニオニスト・ボイス・パーティーのリーダー
- クレア・ベイリー - ベルファスト南部の緑の党首とMLA
- ドミニク・ブラッドリー - ニューリーとアーマーのための社会民主労働党MLA
- ダイアン・ドッズ - 西ベルファストの民主統一党MLA
- ナイジェル・ドッズ - 北ベルファストの法廷弁護士と民主統一党議員
- マーク・ダーカン - フォイルの元社会民主労働党議員、元SDLP党首、元北アイルランド副首相
- レグ・エンペイ - アルスター統一党の元党首
- トワレアサ・フェリス – シン・フェインの政治家、ケリー初の女性市長、ケリー郡議会の初代シン・フェイン議長
- アーリーン・フォスター、アガドラムシーのフォスター男爵夫人 - ファーマナとサウスタイロンの元民主統一党MLA。北アイルランドの元首相
- サイモン・ハミルトン - ストラングフォードの民主統一党MLA
- トゥン・リム・ケン・ヤイク - 元マレーシアエネルギー大臣
- ナオミ・ロング - 同盟党首、法務大臣、元ベルファスト市長
- ブライアン・マウィニー - 元国会議員兼保守党議長(英国)
- メアリー・マカリース - 元アイルランド大統領
- ネルソン・マッコーズランド - 北ベルファストの元民主統一党MLA。
- ブライアン・マコーネル、マコーネル男爵 - 元アルスター・ユニオニスト議員
- ミシェル・マキルビーン - ストラングフォードの民主統一党MLA
- Sheelagh Murnaghan - 元アルスター自由党議員
- Gearóid Ó Cuinneagáin – アイルランドのファシストであり、Ailtirí na hAiséirgheのリーダー
- イアン・ペイズリーJnr - 民主統一党のための北アントリムMLA
- Janil Puthucheary – シンガポール通信情報省国務大臣、PAP Punggol Coast
- タン・スリ・ラムリ・ンガ・タリブ - 元マレーシア議会議長
- Tengku Razaleigh Hamzah - マレーシアの元財務大臣
- ジョン・P・サベージ - ノバスコシア州首相
- エオイン・テニソン - アッパーバンのための同盟党MLA
- デビッド・トリンブル - 元北アイルランド首相、ノーベル平和賞受賞者
- ピーター・ウィアー、バリーホルムのウィアー男爵 - ノースダウンのための民主統一党MLA
- ジム・ウェルズ - サウスダウンのための民主統一党MLA
- サミー・ウィルソン - 東アントリム民主統一党議員

宗教
- アンソニー・ファーカー - ダウンとコナーの補助司教;大学のアシスタントチャプレン1970-1975
- カハル・デイリー - アーマー大司教区名誉大司教 - 元講師;学哲学の読者、1946-1967
- ジェームズ・マケヴォイ - 学哲学の名誉議長(1943-2010)
- ドナル・マッケオウン - ダウンとコナーの補助司教
- モリス・Sシール - 神学者
- パトリック・ウォルシュ - ダウンとコナーの名誉司教;大学のカトリックチャプレン1963-1970

科学
- ジョン・ボドキン・アダムス - 医師と連続殺人犯の疑い
- デイム・イングリッド・アレン - 神経病理学者および多発性硬化症研究者
- ジョン・Sベル - 物理学者であり、ベルの定理の開発者であり、量子物理学コミュニティの一部から20世紀の最も重要な定理の1つと見なされています
- ジョン・エドワード・キャンベル - 数学者、学者、ベイカー・キャンベル・ハウスドルフの公式の共同開発者
- トーマス・ヘンリー・フレット - 下痢性疾患の最も一般的な原因であるウイルスにロタウイルスという名前を提案したウイルス学者
- アーウィン・ガバトゥーラー - 素粒子物理学者
- テレンス・インゴールド - 菌類学者、植物学者
- ヘンリク・カクサー - 生化学者、遺伝学者
- H・ダグラス・キース - ポリマー研究科学者
- ラヴィニア・ラフリッジ - 医師、腎臓専門医
- Domhnall MacAuley - 医師、医学学者、医学雑誌編集者
- ダニエル・マッコーアンOBE、FREng - 物理学者、エンジニア、実業家
- Mollie McGeown - 医師、腎臓専門医、医療サービスのパイオニア
- フランク・マレー (1912-1993) - 医師;シンガポールと日本の日本の捕虜収容所で抑留
- フランク・パントリッジ - ポータブル除細動器の発明者
- ピーター・ライス - 構造エンジニア
- レスリー・スケーン - 精神科医
- マルガリータ・ドーソン・ステルフォックス(旧姓ミッチェル) - 植物学者
- イソベル・アディ・テイト - 第一次世界大戦の医師
- アルフレッド・RJ.P.Ubbelohde FRS - 化学教授
- ジョージ・PL.ウォーカー - 地質学者とヴァルカノ学者
- ウィリアム・パーキンソン・ウィルソン - 数学者で天文台の創設者
- リチャード・ヘンリー・ヤップ - 植物学者

スポーツ
- デビッド・カレン – 2007年のESPY賞授賞式でアーサー・アッシュ・フォー・クアラージ賞を受賞
- トーマス・マクドナルド(1908-1998) - クリケット選手
- マーティン・オニール - ノッティンガムフォレストにスカウトされる前にクイーンズで法律を学んだ元サッカー選手で元レスターシティ、セルティック、アストンヴィラのマネージャー
- トレバー・リングランド - 元アイルランドとブリティッシュ・ライオンズのラグビー選手、2007年のESPY賞授賞式でアーサー・アッシュ・フォー・クアラージュ賞を受賞
- ウィリアム・ティレル空軍副保安官 - アイルランドのラグビーインターナショナル、1910年に最初の公式イギリス諸島ラグビーチームのメンバー、勲章を受けた軍将校、イギリス王ジョージ6世の外科医

その他
- カフィール・アーメド - 2007年のグラスゴー国際空港攻撃でテロリストと疑われる
- イーモン・コリンズ - 後にIRAでの生活に関するすべての本を書いた元暫定IRAメンバー
- アダム・マクギボン - 環境保護主義者、作家
- マイケル・マクゴールドリック - トラブル中の殺人被害者
- ローレンス・マッケウン - 1981年のアイルランドのハンガーストライキに参加した元暫定IRAメンバー

## 対外関係

### 他大学との関係
- ブルネイ・ダルサラーム国にあるブルネイ工科大学と提携し、同学の学生に対し、共同で学位を認定している。